# Томиславград
Томиславград (раније Дувно) градско је насеље и сједиште истоимене општине у Кантону 10, у Федерацији БиХ, у западном дијелу Босне и Херцеговине. Налази се на сјеверозападу Херцеговине. Према прелиминарним подацима пописа становништва 2013. године, у Томиславграду је пописано 5.760 лица.
У римско доба назив града био је Делминиум, а у средњовјековној далматинско-хрватској и босанској краљевини назив је био Жупањац. За вријеме османске владавине град се звао Седиџедид и Жупањ-поток. У Аустроугарској враћен је назив Жупањац. Краљ Александар Карађорђевић поводом хиљадугодишњице крунисања краља Томислава 1925. по први пут даје име Томиславград. Од 1945. назив града је Дувно, да би се 1990. вратио назив Томиславград.

## Историја

### Праисторијско доба
На Дувањском пољу континуирано се живи од најстаријих времена до данас. Најстарији становници су били Дaлмати, припадници илирског племена. Центар илирског племена био је град Daelminium, који се налазио на планини Либу, између села Конгоре и Борчана. Након дуготрајног и чврстог отпора Дaлмате су покорили Римљани почетком 1. века.

### Римско доба
Покоравањем Делмата почетком 1 вијека овим просторима завладали су Римљани. Они су саградили нови град. Римски Daelminium, који је био важна раскрсница путева. Владавина Римљана одржала се све до доласка Словена.

### Долазак Словена
Почетком 7. века Дувањско поље населила су словенска племена. Римски Daelminium постао је центар велике жупе, због чега су становници овог краја тај древни град прозвали Жупањац.
Дувањско поље било је у раном средњем веку мјесто многих догађаја значајних за општу историју.

### Османско доба и владавина Аустроугарске
Турци улазе у Босну први пут крајем 14. века. Босна је, иако тешко доступна земља, била врло атрактиван и богат плен, што су истовремено сматрали и Угари. Османска власт ће се у Дувну и Босни усталити тек крајем 15. века, службено након пада Босне 1463. године и трајала је све до доласка Аустријанаца 1878. године.
Након Берлинског конгреса европских сила 1878. године долази до окупације Босне и Херцеговине, чиме Дувно постаје дио Аустроугарске Монархије, у којој остаје до 1918. године.
Послије потписивања Дејтонског споразума, Општина Томиславград у цјелини, ушла је у састав Федерације БиХ.

### Краљевина Југославија
Словеначки, хрватски и српски представници у Аустроугарској су 5. октобра 1918. основали Народно вијеће Државе Слованаца, Хрвата и Срба. Држава Словенаца, Хрвата и Срба ујединила се са Краљевином Србијом 1. децембра 1918. у новоформирано Краљевство Срба, Хрвата и Словенаца.
Жупањац је био сједиште Жупањачког среза, који је био подијељен на четири општине — Грабовица, Вир, Жупањац и Бришник-Оплећани (постојао од 1937. до 1940, када је укинут и припојен Жупањцу).
Провинцијал херцеговачких фрањеваца Давид Невистић, родом из Жупањца, агитовао је за Хрватску пучку странку (ХПС), антијугословенску политичку странку и позвао свештенике да је подрже, док му се мјесни жупник Мијо Чуић, такође фрањевац, супротставио и подржао неидеолошку Хрватску тежачку странку (ХТС). ХПС је покушао да оснује своје огранке у Жупањачком срезу и агитовао у селима Вир, Виница, Грабовица, Рошко Поље, Буковица, Шујица (у то вријеме дио Ливањског среза) и у самом Жупањцу. Привремени предсједник Жупањачког среза Лука Савић забранио је организовање политичких скупова.
Жупањачки срез је по новом закону ушао у састав изборне јединице Травничког округа. На уставотворним изборима одржаним 28. новембра 1920, иако је Жупањачки срез имао 4675 бирача, ХПС је освојио само 194 гласа. С друге стране, ХТС је освојио 3726 гласова.
Неколико хрватских странака, укључујући Хрватску републиканску сељачку странку и ХТС, образовале су коалицију Хрватски блок на челу са Стјепаном Радићем. ХТС је одржао политичку скуп у Жупањцу, а говорио је и ливањски фрањевац Јако Пашалић. Пашалић је Жупањац често посјећивао из политичких разлога. Међутим, ови напори су били контрапродуктивни јер мјесно становништво није подржавало политику странке коју су водили фрањевци. На парламентарним изборима 1923, кандидат ХТС освојио је само 31 глас, док је ХПС освојио 68 гласова. ХРСС је освојио 3847 гласова.
Сљедећи парламентари избори одржани су 8. фебруара 1925. године ХРСС је поново била доминантна странка у Жупањачком срезу, са 3938 гласова од могућих 4737. ХПС је освојила само 23 гласа. Радић је убрзо признао Видовдански устав и Карађорђевиће као владарску династију. То га је коштало извјесне подршке хрватског становништва, али је и даље био омиљени политичар у Жупањачком срезу. У јесен 1926. дошао је у Жупањачки срез и у Шујици га је дочекало око 2000 људи. Прије уласка у сам Жупањац дочекао га је жупник Шимун Анчић. Наредног дана је одржао јавни скуп којем је присуствовало око 10.000 људи.
Краљ Александар је 1928. добио трећег сина и дао му је име Томислав, по хрватском краљу Томиславу Трпимировићу, како би умирио Хрвате. Почетком фебруара 1928. из делагација из Шупањца превођена Шимуном Анчићем уручила је резолуцију краљу Александру којом становништво Жупањачког среза тражи од њега да промијени име среза у Томиславград, у част његовог сина и хрватског краља Томислава. Убрзо је Александар удовољио њиховој молби, али је хрватског краља Томислава изоставио из указа.

## Становништво
|             | 2013.          | 1991.           | 1981.           | 1971.           | 1961.          |
| Укупно      | 5 587 (100,0%) | 5 012 (100,0%)  | 4 231 (100,0%)  | 3 265 (100,0%)  | 1 986 (100,0%) |
| Хрвати      | 4 575 (81,89%) | 3 164 (63,13%)  | 2 528 (59,75%)  | 1 809 (55,41%)  | 1 032 (51,96%) |
| Бошњаци     | 950 (17,00%)   | 1 472 (29,37%)1 | 1 248 (29,50%)1 | 1 167 (35,74%)1 | 637 (32,07%)1  |
| Неизјашњени | 21 (0,376%)    | –               | –               | –               | –              |
| Срби        | 16 (0,286%)    | 219 (4,370%)    | 214 (5,058%)    | 241 (7,381%)    | 246 (12,39%)   |
| Албанци     | 11 (0,197%)    | –               | 25 (0,591%)     | 4 (0,123%)      | 4 (0,201%)     |
| Остали      | 6 (0,107%)     | 62 (1,237%)     | 13 (0,307%)     | 22 (0,674%)     | 7 (0,352%)     |
| Муслимани   | 3 (0,054%)     | –               | –               | –               | –              |
| Црногорци   | 2 (0,036%)     | –               | 2 (0,047%)      | 6 (0,184%)      | 5 (0,252%)     |
| Босанци     | 2 (0,036%)     | –               | –               | –               | –              |
| Непознато   | 1 (0,018%)     | –               | –               | –               | –              |
| Југословени | –              | 95 (1,895%)     | 201 (4,751%)    | 16 (0,490%)     | 55 (2,769%)    |

1. 1 На пописима од 1971. до 1991. Бошњаци су пописивани углавном као Муслимани.